# Paul G. Kwiat
Paul Gregory Kwiat ist ein US-amerikanischer Physiker, der sich mit Quantenoptik, Experimenten zu den Grundlagen der Quantenmechanik, Quanteninformationstheorie und Quantenkryptographie befasst.
Kwiat wurde 1993 an der University of California, Berkeley, bei Raymond Chiao promoviert (Nonclassical effects from spontaneous parametric down conversion). In Berkeley war er auch an Chiaos Experimenten Überlichtgeschwindigkeits-Tunneln beteiligt. Danach war er zwei Jahre als Post-Doktorand und Lise-Meitner-Stipendiat bei Anton Zeilinger an der Universität Innsbruck. 1997 ging er an das Los Alamos National Laboratory zunächst als Oppenheimer Fellow und ab 1998 als festes Mitglied des Labors. Seit 2001 ist er Bardeen Professor für Physik an der University of Illinois.
Er war an grundlegenden Experimenten zur Wechselwirkungsfreien Quantenmessung, zum Quantenradierer und der optischen Implementierung verschiedener Quantenprotokolle in der Quanteninformationsverarbeitung beteiligt. Er war wesentlich an der Entwicklung der ersten Quelle für bezüglich der Polarisation verschränkte Photonen aus Parametric Down Conversion beteiligt (siehe Einzelphotonenquelle). Forschungsschwerpunkte sind Quanteninformationsverarbeitung und Quantenkryptographie.
Er ist Fellow der American Physical Society (2002) und der Optical Society of America (2005). 2009 erhielt er den R. W. Wood Prize, 1999 den Los Alamos National Laboratory Fellows Prize und 2004 den Descartes-Preis.

## Schriften
- Quantum information: An integrated light circuit. In: Nature. Band 453, Nr. 7193, 14. Mai 2008, S. 294–295, doi:10.1038/453294a.
- mit  J. T. Barreiro, T. C. Wei: Beating the channel capacity limit for linear photonic superdense coding. In: Nature Physics. Band 4, Nr. 4, 2008, S. 282–286, doi:10.1038/nphys919.
- mit  O. Hosten: Observation of the Spin Hall Effect of Light via Weak Measurements. In: Science. Band 319, Nr. 5864, 2. August 2008, S. 787–790, doi:10.1126/science.1152697.
- mit  A. VanDevender: High-speed transparent switch via frequency upconversion. In: Optics Express. Band 15, Nr. 8, 16. April 2007, S. 4677–4683, doi:10.1364/OE.15.004677.
- mit E.R. Jeffrey, J.B. Altepeter, M. Colci: Optical Implementation of Quantum Orienteering. In: Physical Review Letters. Band 96, Nr. 15, 20. April 2006, S. 150503, doi:10.1103/PhysRevLett.96.150503.
- mit O. Hosten, M.T. Rakher, J.T. Barreiro, N.A. Peters: Counterfactual quantum computation through quantum interrogation. In: Nature. Band 439, Nr. 7079, 23. Februar 2006, S. 949–952, doi:10.1038/nature04523.
- mit N. A. Peters, J. T. Barreiro, M. E. Goggin, T.-C. Wei: Remote State Preparation: Arbitrary Remote Control of Photon Polarization. In: Physical Review Letters. Band 94, Nr. 15, 20. April 2005, S. 150502, doi:10.1103/PhysRevLett.94.150502.
- mit S. Barraza-Lopez, A. Stefanov, N. Gisin: Experimental entanglement distillation and ‘hidden’ non-locality. In: Nature. Band 409, Nr. 6823, 22. Februar 2001, S. 1014–1017, doi:10.1038/35059017.
- mit A. J. Berglund, J. B. Altepeter, A. G. White: Experimental Verification of Decoherence-Free Subspaces. In: Science. Band 290, Nr. 5491, 20. Oktober 2000, S. 498–501, doi:10.1126/science.290.5491.498.